# ПФК ЦСКА (София) през сезон 1992/93
| Кръг              | Среща / Резултат (полувреме) /Дата    | Стадион / Зрители            | Играчи (Смяна-Сменник)Треньор | Голмайстори от ЦСКА (Минута)                             |
| ----------------- | ------------------------------------- | ---------------------------- | --- | -------------------------------------------------------- |
| 1                 | ЦСКА-Локо Г.О 3-0(1-0)09.08.92 г.     | ЦСКА 10 000                  | Ненов,Мачев,Ст. Колев,Безински,Коилов(71-Р.Кирилов)Ив. Киров,Нанков,Метков, Хвойнев(69-Шишков)Андонов,Драганов.—А.Никодимов          | Драганов(15,58) Андонов(50)                              |
| 2                 | Локо Пд.-ЦСКА 1-2(1-1) 15.08.92 г.    | Пловдив 20 000               | Велинов,Мачев,Ст. Колев,Р.Кирилов,Коилов,Ив. Киров,Нанков(87-Безински)Метков,Хвойнев,Андонов,Драганов(65-В.Павлов)—А.Никодимов       | Драганов(34-д) Метков(87)                                |
| 3                 | ЦСКА-Хасково 3-0(2-0) 22.08.92 г.     | ЦСКА 7000                    | Велинов,Мачев,Р.Кирилов,Безински,Коилов,Ив. Киров,Нанков(70-А.Димитров)Метков,Хвойнев,Андонов,Драганов(77-Шишков)-А.Никодимов        | Метков(8) Драганов(21-д) Андонов(54)                     |
| 4                 | ЦСКА-Локо Сф. 1-1(1-1) 29.08.92 г.    | В.Левски 10 000              | Велинов,Мачев,Ст. Колев,Безински,Р.Кирилов,Ив. Киров,Коилов,Метков,Хвойнев, Андонов,Шишков(51-Драганов) —А.Никодимов                 | Шишков(3)                                                |
| 5                 | Спартак Вн.-ЦСКА 0-0 05.09.92 г.      | Спартак 10 000               | Велинов,Р.Кирилов,Ст. Колев,Безински,Уруков,Ив. Киров,Коилов,Метков,Хвойнев(75-Шишков)Андонов,Драганов(46-В.Павлов)—А.Никодимов      |                                                          |
| 6                 | ЦСКА-Берое 2-0(2-0)                   | ЦСКА 5000                    | Велинов,Мачев,Евг. Маринов,Ст. Колев,Коилов,Ив. Киров,Нанков(46-Хвойнев)Метков,Шишков,Андонов,Драганов(62-Безински)—А.Никодимов      | Шишков(42) Андонов(45)                                   |
| 7                 | Пирин-ЦСКА 1-0(1-0) 20.09.92 г.       | Хр. Ботев 8000               | Велинов,Мачев,Ст. Колев,Безински,Коилов,Ив. Киров,Нанков,Метков,Хвойнев, Андонов,Драганов(65-А.Димитров) —А.Никодимов                |                                                          |
| 8                 | ЦСКА-Етър 1-1(0-0) 26.09.92 г.        | ЦСКА 7000                    | Ненов,Мачев,Ст. Колев,Безински,Коилов,Ив. Киров,Нанков,Метков,Хвойнев, А.Димитров(82-Драганов)Шишков(46-Андонов) —А.Никодимов        | Хвойнев(50)                                              |
| 9                 | Сливен-ЦСКА 1-0(1-0) 03.10.92 г.      | Х.Димитър 6000               | Велинов,Мачев,Евг. Маринов,Видов(46-Коилов)Р.Кирилов,Ив. Киров,Нанков,Метков,Хвойнев,Андонов,Драганов(46-Шишков) —А.Никодимов        |                                                          |
| 10                | ЦСКА-Ботев Пд. 3-1(2-1) 11.10.92 г.   | ЦСКА 8000                    | Ненов,Мачев,Уруков,Безински,Р.Кирилов,Коилов,Нанков(87-А.Димитров)Метков, В.Павлов(68-Радуканов)Андонов,Драганов —Цв. Йончев         | Андонов(19) Драганов(22) Метков(88)                      |
| 11                | Левски-ЦСКА 1-3(0-1) 17.10.92 г.      | В.Левски 30 000              | Ненов,Мачев,Уруков,Безински,Р.Кирилов,Ив. Киров,Нанков,Метков,Коилов(72-В.Павлов)Андонов,Драганов. —Цв. Йончев                       | Метков(10,69) Драганов(88-д)                             |
| 12                | ЦСКА-Славия 4-1(1-1)24.10.92 г.       | В.Левски 5000                | Ненов,Мачев,Уруков,Безински,Р.Кирилов,Ив. Киров,Нанков(А.Димитров)Метков, Коилов,Андонов(70-Хвойнев)Драганов —Цв. Йончев             | Драганов(41,65) Нанков(52) Хвойнев(84)                   |
| 13                | Черноморец-ЦСКА 0-0 31.10.92 г.       | Черноморец 8000              | Ненов,Ст. Колев,Уруков,Безински,Р.Кирилов,Ив. Киров,Нанков,Метков,Коилов(70-А.Димитров)Андонов(75-Хвойнев)Драганов. —Цв. Йончев      |                                                          |
| 14                | ЦСКА-Янтра 6-1(4-1) 21.11.92 г.       | ЦСКА 3000                    | Ненов,Мачев,Уруков,Безински,Р.Кирилов,Ив. Киров(60-В.Павлов)Нанков,Коилов,Хвойнев,Андонов,Драганов(46-Шишков) —Цв. Йончев            | Хвойнев-2 Коилов-2 Андонов, Шишков.                      |
| 15                | Добруджа-ЦСКА 3-1(2-0) 25.11.92 г.    | Дружба 9000                  | Ненов,Мачев,Уруков,Безински,Р.Кирилов(46-Метков)Ив. Киров(46-А.Димитров)Нанков,Коилов,Хвойнев,Андонов,Драганов. —Цв. Йончев          | Уруков(90)                                               |
| 16                | Локо Г.О.-ЦСКА 1-2(0-1)               | Локомотив 6500               | Ненов,Радуканов,Р.Кирилов,Безински,Бабунски,Ив. Киров,Нанков,Метков,Коилов, Андонов(89-Мачев)Искренов —Цв. Йончев                    | Андонов(13,77)                                           |
| 17                | ЦСКА-Локо Пд. 1-0(1-0) 06.03.93 г.    | ЦСКА 3000                    | Ненов,Мачев,Р.Кирилов,Радуканов,Бабунски,Ив. Киров(42-Уруков)Нанков,Метков,Коилов,Андонов, Искренов.—Цв. Йончев                      | Андонов(6)                                               |
| 18                | Хасково-ЦСКА 1-3(1-3) 14.03.93 г.     | Д.Канев 10 000               | Ненов,Мачев(76-Иларионов)Р.Кирилов,Безински,Бабунски,Радуканов,Нанков,Метков(38-Искренов)Коилов,Андонов,Драганов. —Цв. Йончев        | Драганов(5) Андонов(28,45)                               |
| 19                | Локо Сф.-ЦСКА 1-5(0-3) 21.03.93 г.    | В.Левски 15 000              | Ненов,Радуканов(54-Мачев)Р.Кирилов,Безински,Бабунски,Ив. Киров,Нанков,Искренов,Коилов,Андонов, Драганов(58-Иларионов)—Цв. Йончев     | Искренов(16,53) Драганов(18) Андонов(40) Коилов(62)      |
| 20                | ЦСКА-Спартак Вн. 4-0(0-0) 28.03.93 г. | ЦСКА 2000                    | Ненов,Мачев,Р.Кирилов,Безински,Бабунски,Ив. Киров,Нанков,Искренов,Коилов, Андонов(70-А.Димитров)Драганов(61-Шишков) —Цв. Йончев      | Искренов(54) Ив. Киров(61,75) Андонов(66)                |
| 21                | Берое-ЦСКА 0-1(0-1) 04.04.93 г.       | Берое 7500                   | Ненов,Мачев,Р.Кирилов,Безински,Бабунски,Иларионов,Нанков(88-Радуканов)Искренов,Коилов,Андонов, Драганов(78-Шишков)—Цв. Йончев        | Искренов(24)                                             |
| 22                | ЦСКА-Пирин 1-1(1-0) 10.04.93 г.       | ЦСКА 5000                    | Ненов,Радуканов,Р.Кирилов,Безински,Бабунски,Ив. Киров,Нанков,Искренов(66-Шишков)Коилов,Андонов,Иларионов(66-Драганов) —Цв. Йончев    | Искренов(6)                                              |
| 23                | Етър-ЦСКА 1-1(1-1)                    | Ивайло 7000                  | Ненов,Радуканов,Р.Кирилов,Безински,Бабунски,Ив. Киров,Нанков(27-А.Димитров)Искренов,Коилов,Андонов,Иларионов(71-Драганов)—Цв. Йончев | Коилов(37)                                               |
| 24                | ЦСКА-Сливен 3-0(1-0)                  | ЦСКА 4500                    | Ненов,Радуканов(73-Р.Кирилов)Уруков,Безински,Бабунски,Иларионов,А.Димитров,Искренов,Коилов, Андонов,Драганов(60-Шишков)—Цв. Йончев.  | Драганов(28-д) Искренов(55) Андонов(61-д)                |
| 25                | Ботев Пд.-ЦСКА 4-2(1-1) 02.05.93 г.   | Хр. Ботев 15 000             | Ненов,Радуканов,Уруков(71-Шишков)Безински,Р.Кирилов,В.Павлов(58-Метков)А.Димитров,Иларионов,Коилов,Андонов,Драганов —Цв. Йончев      | Андонов(15) Драганов(89)                                 |
| 26                | ЦСКА-Левски 2-3(2-1) 08.05.93 г.      | В.Левски 20 000              | Ненов,Радуканов,Р.Кирилов,Безински,Бабунски,Ив. Киров,Искренов(46-Нанков)Метков(72-А.Димитров)Коилов,Андонов,Драганов —Цв. Йончев    | Бабунски(5) Драганов(23)                                 |
| 27                | Славия-ЦСКА 1-1(0-0) 16.05.93 г.      | В.Левски 1000                | Ненов,Мачев,Уруков,В.Павлов,Бабунски,Иларионов,Нанков(74-Шишков)А.Димитров(46-Искренов)Коилов,Андонов,Драганов. —Цв. Йончев          | Драганов(63-д)                                           |
| 28                | ЦСКА-Черноморец 2-0(0-0) 23.05.93 г.  | ЦСКА 1500                    | Ненов,Мачев,Р.Кирилов,Безински(79-Видов)Бабунски,Ив. Киров,Нанков,Метков,Коилов,Андонов,Искренов(46-Драганов) —Цв. Йончев            | Ив. Киров(57) Коилов(64)                                 |
| 29                | Янтра-ЦСКА 4-4(3-2) 30.05.93 г.       | Хр. Ботев 1000               | Ненов,Мачев,Р.Кирилов,Видов(55-В.Павлов)Радуканов,Ив. Киров,Нанков,Метков,Коилов,Андонов(55-Драганов)Искренов. —Цв. Йончев           | Андонов(6) Ив. Киров(33) Мачев(61) Драганов(76-д)        |
| 30                | ЦСКА-Добруджа 5-2(2-2) 05.06.93 г.    | ЦСКА 2000                    | Ненов,Мачев,Уруков,Безински,Видов,Ив. Киров,Нанков,Метков,Коилов,Андонов(58-Шишков)Драганов(67-А.Димитров) —Цв. Йончев               | Ив. Киров(41) Драганов(45-д,53) Ненов(78-д) Шишков(82)   |
| Р.Б. 1/16 Финал   | Спартак Пд.-ЦСКА 1-1(0-0) 07.11.92 г. | Спартак 4000                 | Ненов,Ст. Колев,Уруков,Безински,Р.Кирилов,Ив. Киров(67-Нанков)А.Димитров,Метков,Хвойнев,Коилов(67-Мачев)Драганов —Цв. Йончев         | Мачев(88)                                                |
| Р.Б. 1/16 Финал   | ЦСКА-Спартак Пд. 3-0 Служебно         |                              | |                                                          |
| Р.Б. 1/8 Финал    | ЦСКА-Монтана 5-0(3-0) 06.12.92 г.     | ЦСКА 1000                    | Ненов,Радуканов,Уруков,Безински,Ст. Колев,Коилов(73-г. Георгиев)А.Димитров,Метков,Хвойнев(60-Шишков)Андонов,Драганов. —Цв. Йончев    | Безински(10) Метков(35,81) Драганов(40-д) Шишков(65)     |
| Р.Б. 1/8 Финал    | Монтана-ЦСКА 0-1(0-0) 12.12.92 г.     | И.Аврамов 4500               | Ненов,Радуканов,Уруков,Безински,Ст. Колев,Ив. Киров,А.Димитров,Коилов(46-Р.Кирилов)Хвойнев,Андонов(65-Шишков)Драганов. —Цв. Йончев   | А.Димитров(63)                                           |
| Р.Б. 1/4 Финал    | ЦСКА-Хасково 5-1(2-0) 24.03.93 г.     | ЦСКА                         | | Ив. Киров(26,80) Драганов(37-д) Нанков(78) Иларионов(82) |
| Р.Б. 1/4 Финал    | Хасково-ЦСКА 1-5(0-1) 28.04.93 г.     | Д.Канев                      | Ненов,Мачев,Р.Кирилов,Безински,Бабунски,Радуканов,А.Димитров(Шишков)Коилов, Иларионов,Андонов,Драганов.—Цв. Йончев                   | А.Димитров(17) Шишков(56,71) Андонов(74) Драганов(85)    |
| Р.Б. 1/2 Финал    | Етър-ЦСКА 2-3(0-1) 05.05.93 г.        | Ивайло 4000                  | Ненов,Радуканов,Р.Кирилов,Безински,Бабунски(Уруков)Ив. Киров,Искренов,Метков (51-Нанков)Коилов,Андонов,Драганов. —Цв. Йончев         | Андонов(32) Драганов(68,75-д)                            |
| Р.Б. 1/2 Финал    | ЦСКА-Етър 4-1(3-0) 19.05.93 г.        | ЦСКА 2000                    | Ненов,Мачев,Р.Кирилов(60-Видов)Безински,Бабунски(80-Радуканов)Искренов,Нанков,Метков,Коилов,Андонов,Драганов. —Цв. Йончев            | Андонов(28,34) Мачев(32) Метков(85)                      |
| Р.Б. Финал        | ЦСКА-Ботев Пд 1-0(1-0) 02.06.93 г.    | Хр. Ботев Благоевград 18 000 | Ненов,Мачев,Р.Кирилов,Радуканов,Бабунски,Ив. Киров,Нанков(79-В.Павлов)Искренов(14-Драганов)Коилов,Андонов,Метков. —Цв. Йончев        | Метков(10)                                               |
| Шамп. Лига 1 Кръг | Аустрия-ЦСКА 3-1(1-0) 16.09.92 г.     | Пратер 7000                  | Велинов,Мачев,Ст. Колев,Безински,Уруков,Ив. Киров,Нанков(88-В.Павлов)Коилов,Метков,Шишков(88-Хвойнев)Андонов. —А.Никодимов           | Шишков(58)                                               |
| Шамп. Лига 1 Кръг | ЦСКА-Аустрия 3-2(1-1) 30.09.92 г.     | ЦСКА 8000                    | Велинов,Мачев,Ст. Колев,Безински(46-Коилов)Р.Кирилов,Ив. Киров,Нанков(66-А.Димитров)Метков,Хвойнев,Андонов,Драганов —А.Никодимов     | Метков(4) Андонов(60) Драганов(71-д)                     |